# هريداينات مانغيشكار
هريداينات مانغيشكار हृदयनाथ मंगेशकर (من مواليد 37 أكتوبر 1937 مومباي، ماهاراشترا بالهند) يعرف شعبياً في صناعة الموسيقى والأفلام باسم Balasaheb. هو مؤلف موسيقى ومطرب هندي. ينتمي لعائلة مانغيشكار الفنية العريقة حيث أنه الابن الوحيد للموسيقار الشهير ديناناث مانغيشكار والشقيق الأصغر لأسطورتي الموسيقى الهندية لاتا مانغيشكار وآشا بهوسل.

## جوائز وترشيحات
- 2009 : وسام بادما شري

## روابط خارجية
- هريداينات مانغيشكار على موقع IMDb (الإنجليزية)
- هريداينات مانغيشكار على موقع ميوزك برينز (الإنجليزية)
- هريداينات مانغيشكار على موقع قاعدة بيانات الفيلم (الإنجليزية)